# Gymnocalycium castellanosii
Gymnocalycium castellanosii – gatunek rośliny z rodziny kaktusowatych. Występuje w Ameryce Południowej, tylko w północno-zachodniej Argentynie, w prowincjach La Rioja i San Luis.